# Squat Theatre

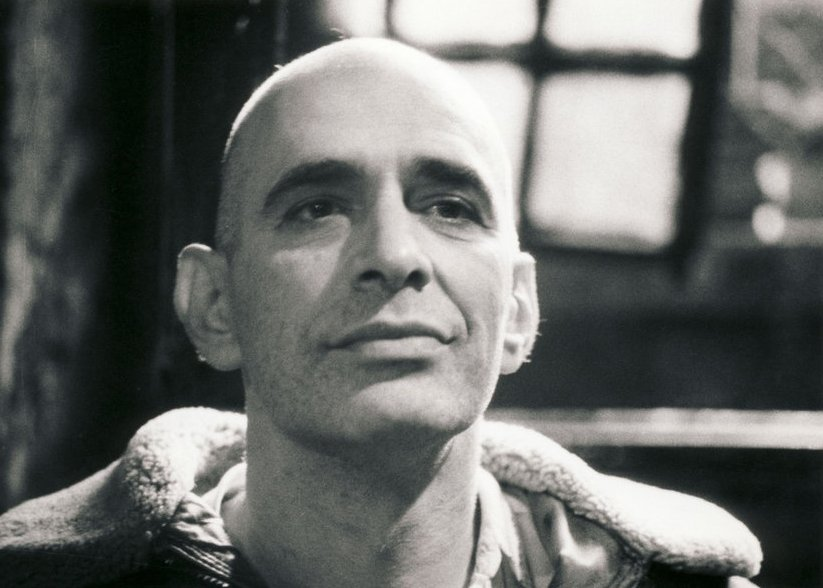
Péter Halász

Le Squat Theatre est une salle de spectacle fondée par une troupe de comédiens hongrois émigrés à New York. Créée en 1976 comme le prolongement du Lakásszinház budapestois, elle installe dans la 23e rue en 1977 ce qui deviendra l'un des plus importants théâtres expérimentaux de la métropole américaine. 
La troupe quitte la Hongrie en 1976 en raison de la répression qui s'abat sur les milieux artistiques d'avant-garde. Avant de se fixer à New York en 1977, le Squat Theatre se produit entre autres à Paris, Londres et Amsterdam. Disloquée en 1984 avec le départ de Péter Halász pour fonder le Love Theatre, le Squat Theatre a néanmoins continué d'exister sous la direction d'István Bálint. 

## Histoire

### Du Kassák Stúdió au Lakásszinház: la période budapestoise
Composé de comédiens issus du Kassák Stúdió, le Lakásszinház (littéralement : « théâtre d'appartement ») est le surnom de la troupe et de la salle de spectacle aménagée en 1972 dans le logement occupé par Péter Halász et Anna Koós au n°20 de Dohány utca, 4e étage, porte 25 (7e arrondissement de Budapest, près de la Grande synagogue). La mise en scène emprunte au mouvement d'Avant-garde l'expérimentation de nouvelles interactions entre le public et les comédiens, mais également la remise en cause de l'institution même du théâtre, avec la proposition d'une expérience immersive dans un lieu utilisé comme logement privé. 
La troupe du Lakásszinház se produit en octobre 1973 au festival de théâtre d'été de Wrocław (Pologne). Se voyant reprochés d'avoir quitté le territoire hongrois sans autorisation, les membres de la troupe se voient retirer leurs passeports pendant quatre ans. Accusés de dérive pornographique à cause de la mise en scène de la nudité durant leurs représentations, ils sont intimés de quitter leur pays en 1976. Après une tournée en Europe occidentale, ils rejoignent New York en 1977 où la troupe prend le nom anglais de Squat Theatre.

## Membres notables
- Péter Halász
- István Bálint
- Eszter Bálint